# Doktor (film fra 2023)
Doktor (russisk: Доктор) er en russisk spillefilm fra 2023 af Artjom Temnikov.

## Medvirkende
- Sergej Puskepalis som Khristoforov
- Anna Begunova
- Igor Tjernevitj som Boris
- Anna Tjurina
- Tatjana Grisjkova som Anna Arkadjevna
- Roman Konopljov
- Tatjana Korovina som Roza
- Denis Loginov som Vanetjka